# Jalal Unsizadé
Jalal Unsizadé etait poète, traducteur, publiciste, rédacteur en chef du magazine (plus tard journal) Kechkul.

## Biographie
Jalal Unsizadé est né à Chamakhi en 1854. Il a déménagé à Tbilissi en 1876. Unsizadé a ouvert une école azerbaïdjanaise à Tbilissi.

### Carrière
Jalal Unsizade a eu l'idée de lancer un journal indépendant en 1882. Le 1er mai de la même année, dans une lettre à la direction générale du vice-roi du Caucase, il annonce son désir de publier un magazine intitulé "Kechkul". D'après le message du Comité de censure du Caucase, envoyé en 1883 à la Direction principale de la presse de l'Empire russe, il ressort clairement que l'autorisation de publier le journal a été donnée le 20 octobre 1882. Le premier numéro du magazine parut en janvier 1883. Kechkul était proche des idées d'Akintchi.
Kechkul a commencé à être publié en 1883 et la publication s'est poursuivie jusqu'en 1891. Pendant cette période, 123 numéros ont été publiés.